# Fitnat Hanım
Şerife Zübeyde, més coneguda amb el seu nom de ploma Fıtnat Hanım (Istanbul, després de 1724 - 1780), fou una poetessa turca otomana del segle xviii. Filla del Xaikh al-Islam Mehmed Esad Efendi), Fitnat Hanım és autora d'un divan. Alguns dels seus poemes han estat traduïts a idiomes occidentals, i dos dels seus gazels han estat musicats.